# لین وان-تینگ
لین وان-تینگ (انگلیسی: Lin Wan-ting؛ متولد ۲۴ فوریه ۱۹۹۶) یک تکواندوکار تایوانی است. وی اولین حضور خود را در مسابقات بین‌المللی در بازی‌های آسیای شرقی ۲۰۱۳ انجام داد. لین در مسابقات تکواندو قهرمانی آسیا ۲۰۱۴ در ماه مه سوم شد و پس از آن در بازی‌های آسیایی ۲۰۱۴ به مقام دوم دست یافت.